# Sinudyne
Sinudyne è un marchio italiano attualmente di proprietà della società maltese T.Manufacturing, che ne promuove l’utilizzo nel mercato europeo. Fu impiegato a partire dagli anni '40 dalla ditta Radio Sinudyne di Berti & Longhi, poi trasformata in SEI Società Elettronica Italiana s.n.c. Dal 1946 agli anni 2000 con tale logo - che consisteva nella scritta sinudyne a caratteri maiuscoli di fantasia - sono stati prodotti e commercializzati beni di elettronica di consumo. 

## Storia della Sinudyne

### La "Radio Sinudyne" di Berti e Longhi: (1946-1958)
La ditta Radio Sinudyne di Berti & Longhi fu fondata a Bologna nel 1946 per iniziativa di due soci, Bruno Berti e Antonio Longhi. Le attività si svolsero in una piccola officina in via della Ghisiliera 17, e consistevano nella costruzione ed assemblaggio di radio a valvole, specializzandosi poi in quella delle radio alimentate a pile.
Nel 1950 furono costruiti i primi apparecchi radio con giradischi e con tecnologia a transistor ed elevata potenza audio. Tre anni più tardi, nel 1953, furono prodotte le prime autoradio con un'estetica personalizzabile dall'utente, con una gamma di 5 modelli.
Nel 1954 in Italia iniziarono le prime trasmissioni televisive, e in quello stesso anno Sinudyne avviò la produzione dei primi televisori. Due anni più tardi, nel 1956, furono sviluppati dalla ditta bolognese televisori con telaio modulare e con tecnologia a transistor.

### La SEI (Società Elettronica Italiana) Sinudyne: (1959-2000)
Nel 1959 la sede e le attività di produzione furono spostate in un nuovo stabilimento edificato a Ozzano dell'Emilia, e la società cambiò ragione sociale in SEI Società Elettronica Italiana s.n.c., con capitale sociale di 500.000 lire. Nel 1964 SEI-Sinudyne fu la prima azienda italiana a produrre televisori a transistor portatili.
L'espansione commerciale e produttiva di SEI-Sinudyne portarono alla sua trasformazione in società per azioni nel 1967, con un capitale sociale di 200 milioni di lire, e all'ampliamento dello stabilimento di Ozzano nel 1968, grazie a un ingente investimento effettuato da un gruppo finanziario straniero che aveva consentito il raddoppio di capitale sociale. Nel 1969 fu avviata la produzione degli apparecchi con il sistema modulare.

#### Gli anni settanta ed il design
SEI-Sinuyne che agli inizi degli anni settanta contava 450 addetti, ebbe un buon successo a livello nazionale, con una diffusa rete di rivenditori e di assistenza, grazie a prodotti di qualità e design. Pur non essendo appetibile dal punto di vista collezionistico al pari di altri marchi italiani (quali Brionvega), durante il proprio periodo di maggior successo Sinudyne cercò di porre attenzione anche al design, producendo oggetti come i televisori Fauno e Xantos del 1970. L'azienda bolognese fu una delle prime in Italia a mettere in commercio i primi televisori a colori, la cui produzione era stata avviata nel 1975.

#### Gli anni ottanta e la distribuzione di altri marchi

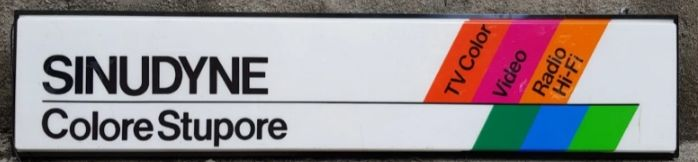
Insegna composta dalla scritta Sinudyne in uso ai distributori principali

Cinque anni più tardi, nel 1980, fu realizzato il primo televisore con sintonia a sintesi di frequenza, in cui fu la prima tra le aziende italiane.
SEI-Sinudyne fu una delle poche realtà italiane dell'elettronica di consumo a uscire indenne dalla grande crisi che investì l'industria del settore agli inizi degli anni ottanta, che causò la fine di molte aziende e spinse lo Stato ad intervenire con la costituzione della REL, in soccorso di quelle in difficoltà. Questo fattore probabilmente fu dovuto alle politiche commerciali adottate dall'azienda, che sfruttando la propria rete commerciale, sdoganò l'attività di importazione e distribuzione di altre marche: nel 1981, nel capitale di SEI-Sinudyne aveva fatto ingresso la francese Thomson-Brandt, e all'attività di produzione l'azienda affiancò quella di commercializzazione dei prodotti che, assemblati nelle rispettive aziende, mantenevano sul mercato italiano il proprio marchio d'origine: Thomson, Nordmende e SABA.
La produzione vera e propria di SEI si ridusse, concentrandosi unicamente sui televisori. Nel 1983 l'azienda realizzò, prima in Italia e seconda nel mondo, un televisore con tecnologia digitale. Nel 1989 divenne distributore italiano della ungherese Orion.

#### Gli anni novanta e la diversificazione dei prodotti
Nel 1992 SEI-Sinudyne produsse il primo televisore 16:9 con schermo 36 pollici widescreen anticipando tutti i competitor italiani e molti esteri. Altri importanti prodotti realizzati successivamente dall'azienda bolognese furono: i televisori portatili da 14 a 17 pollici con multi alimentazione 12/24 V e multistandard PAL/SÉCAM (1993); i modelli Genesis e Diapason, dotati di funzione PIP, Dolby Surround e tuner satellitare integrato preprogrammato per ogni paese europeo, che ebbero ottime performance di vendite in Italia e all'estero (1996); il televisore da 6,5 pollici con videoregistratore incorporato (1997); il videoregistratore a doppia piastra, il primo messo in commercio in Italia, ma prodotto da terzi per la SEI-Sinudyne (1998); il televisore con frequenza 100 Hz Ultra Digital Scan, dotato di porta VGA e utilizzabile come monitor per computer (1999).
A cavallo con il decennio successivo - nel 2000 - SEI-Sinudyne creò in Spagna, assieme alle aziende Ibertel Técnica, Look Now e Greenford 2001, la società Audiotecnic Desarollo S.L., specializzata nella produzione di televisori da 25 a 32 pollici, nell'ex stabilimento Thomson di Tarancón, dove da tempo l'azienda faceva produrre apparecchi su commissione. In quello stesso anno furono lanciati i primi televisori CRT a schermo piatto e al plasma con il marchio Sinudyne.

### La vendita alla Finedo e la chiusura: (2002-2006)
Nel 2002 i fratelli Guido, Luigi e Gianni Berti, figli del fondatore Bruno, deceduto alla fine degli anni novanta, decisero di mettere in vendita l'azienda, che venne rilevata dalla Fineldo, holding finanziaria della famiglia Merloni, attraverso una sua controllata, la casa editrice Panini di Modena. Poco dopo il passaggio al Gruppo Merloni, SEI-Sinudyne venne posto sotto il controllo della WaterFall, holding con sede in Lussemburgo, controllata dalla stessa Fineldo.
Durante questo periodo - a testimonianza dell'ingresso di nuovi investitori e del contributo apportato dai nuovi responsabili commerciali, Sacha Fusar ed Enrico Cappelletti - il marchio Sinudyne fu diversificato, venendo per la prima volta utilizzato per commercializzare anche prodotti diversificati: nell'aprile 2003, l'azienda fece ingresso nel settore della telefonia mobile, con tre modelli di cellulari GSM dual band di fascia medio-bassa, e come distributore esclusivo per l'Italia dei cellulari Sendo. Nel suo settore principale, il video, il 2003 fu l'anno del lancio delle ultime vere novità partorite dalla ricerca aziendale: l'offerta a catalogo incluse i primi televisori LCD, raggiungendo modelli da 40 pollici; vennero poi commercializzati i DVD recorder oltre a sistemi home cinema con combinato DVD + VHS integrati anche, per la prima volta nel mercato italiano, in un televisore da 21 pollici. L'azienda ricevette anche una segnalazione all'ADI design per il modello Digiflat disegnato da Lamberto Angelini, e selezionato per il Premio Compasso d'oro 2004.
Nel luglio 2005 venne stipulata una partnership tra SEI e Merloni Progetti per la commercializzazione di piccoli elettrodomestici sul mercato italiano, prodotti in Cina in stabilimenti progettati dalla stessa società d'ingegneria dei Merloni. In quello stesso periodo viene deciso lo spostamento della produzione di televisori CRT ed LCD in Lituania, con la conseguente messa in mobilità degli 80 dipendenti impiegati in produzione dello stabilimento di Ozzano, destinandolo alle sole attività di ricerca e sviluppo, progettazione e after service.
Le vendite, però, complice la serrata concorrenza asiatica, portarono gli utili di bilancio ad essere insufficienti alla sopravvivenza dell'azienda e due mesi più tardi, a settembre, Merloni e Panini cercarono sul mercato internazionale - spingendosi fino alla Bank of China - un socio. Operazione che si rivelerà, al pari delle successive, senza successo. Nel febbraio 2006, Merloni Progetti creò con Joycare una joint-venture denominata Life Tool Technologies, per la commercializzazione di prodotti per casa a marchio Sinudyne.
Il 30 aprile 2006, alla chiusura del bilancio relativo al 2005, l'assemblea dei soci della SEI, votò per la messa in liquidazione volontaria della società. A metà maggio vennero intavolate - senza successo - trattative per la cessione di un ramo d'azienda, ma nel corso dell'anno si decise per la definitiva chiusura della società e di ogni produzione italiana e straniera. A ciò fece seguito la dismissione degli stabilimenti di Ozzano dell'Emilia, avvenuta il 31 agosto, fermati con la collocazione in mobilità dei 67 lavoratori in organico. Si trattò di una fine formale, poiché la produzione italiana era di fatto cessata da tempo, e già nella seconda metà dell'anno precedente ogni assemblaggio era stato delocalizzato all'estero.

## Il marchio Sinudyne
Il marchio Sinudyne è ricomparso sul mercato nel 2012. Veniva usato dal proprietario per distribuire sul mercato occidentale televisori LED, condizionatori ed altri oggetti d'elettronica. Nel 2022 il marchio viene acquisito dalla società maltese T.Manufacturing con lo scopo di promuoverne l’utilizzo nel mercato italiano ed europeo. Dal 2023 i modelli di televisori smart del marchio vengono prodotti utilizzando il sistema operativo WebOs. 

## Gli stabilimenti ex Sinudyne
Al contrario di quanto accaduto in altri casi, gli stabilimenti della SEI - diversi capannoni a Ozzano Emilia, costruiti all'inizio degli anni sessanta e modificati ed ampliati successivamente, svuotati già nel 2006 da ogni materiale e logo, non presentavano particolari caratteristiche d'interesse. Una serie di problematiche ambientali relative ad alcune coperture, e la presenza di agenti inquinanti nel sottosuolo, oltre a strategie commerciali per la zona - oramai pressoché inglobata nel tessuto urbano - hanno portato ad optare per la demolizione e la bonifica, nel 2021, in un'ottica di riqualificazione urbanistica e riedificazione dell'area, che era in stato di abbandono dal momento della cessazione delle attività.

## Informazioni e dati
La SEI Società Elettronica Italiana con sede e stabilimento ad Ozzano dell'Emilia, in provincia di Bologna, fino al 2005 produceva televisori a marchio Sinudyne.
Nel 2004 aveva realizzato un fatturato di 118,5 milioni di euro a fronte di una perdita dell'esercizio di 5,3 milioni, e al momento della chiusura avvenuta due anni più tardi, nel 2006, il numero di dipendenti era ridotto da 146 unità ad appena 67.
L'azienda nel 2003 deteneva una rilevante quota nel mercato nazionale, pari all'8,7%. Nel periodo di maggiore espansione, l'azienda bolognese esportò i propri apparecchi anche all'estero, in 30 paesi in Europa, Nord Africa e America meridionale.

## Sponsorizzazioni

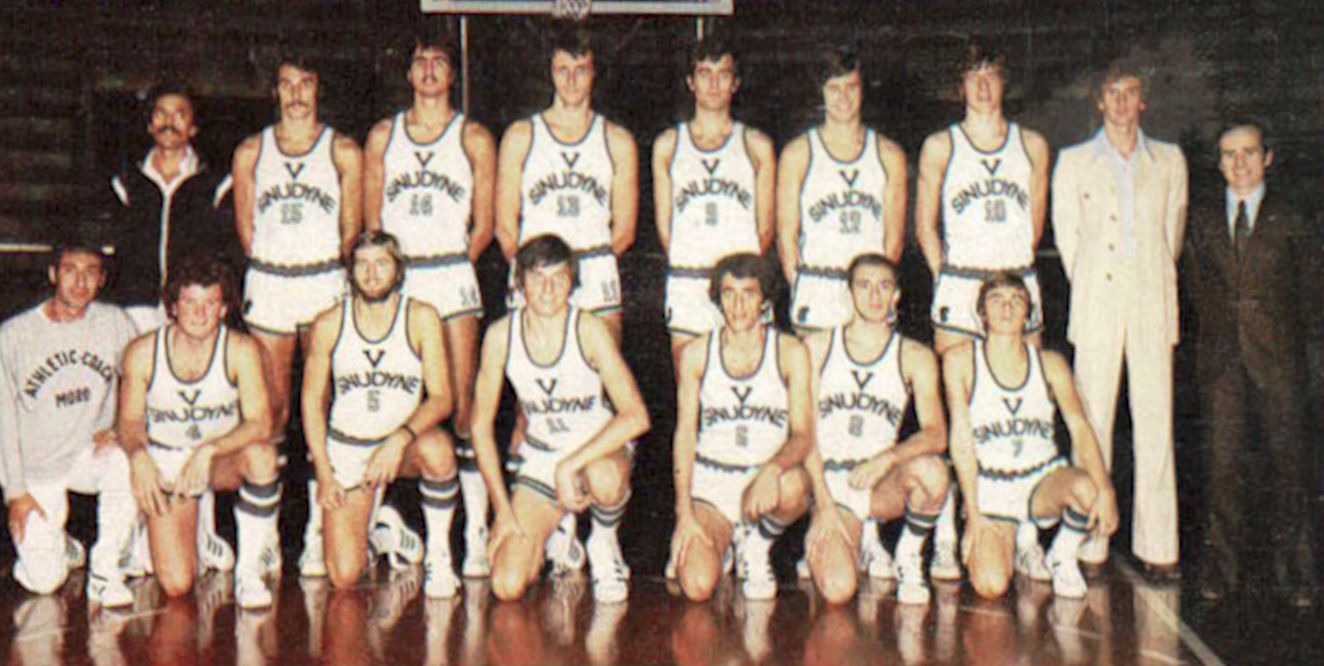
Sinudyne sponsor della campione d'Italia 1975-76

Sinudyne è stata sponsor della squadra di pallacanestro maschile della Virtus Bologna dal 1973 al 1983, con cui vinse lo scudetto nelle stagioni 1975-76, nel 1978-79 e nel 1979-80.
Nella stagione 1991-92 è stata sponsor della squadra di calcio del Bologna Football Club, che militava in Serie B.